# Yazıbelen, Devrekani
Yazıbelen là một xã thuộc huyện Devrekani, tỉnh Kastamonu, Thổ Nhĩ Kỳ. Dân số thời điểm năm 2008 là 278 người.